# گردشگری در عربستان

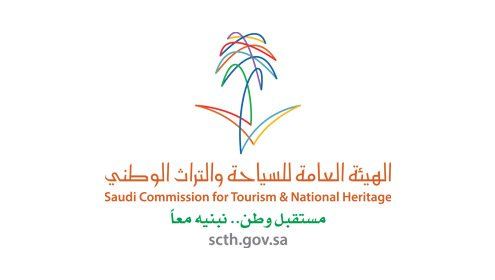
نشان‌وارهٔ سازمان میراث فرهنگی و گردشگری

گردشگری در عربستان از بخش‌های فعال در این کشور است که از این میان گردشگری دینی بیشترین اهمیت را به خود اختصاص داده‌است. به این دلیل که این کشور زادگاه اسلام این کشور را محل جذب گردشگر کرده‌است؛ چنانچه میلیون‌های مسلمان همه‌ساله به مسجدالحرام و مسجد النبی با هدف انجام حج و عمره می‌روند. گردشگری در عربستان سعودی به بخش مهمی تبدیل شده، لذا حمایت‌های روزافزونی از طرف این دولت به سازمان میراث فرهنگی و گردشگری می‌شود. سازمان مذکور از میان اهدافش گسترش و مناسب‌سازی اماکن گردشگری و فرهنگی است. همچنین سازماندهی، اسکان‌دهی و بهبود آژانس‌های مسافرتی و سرویس‌های گردشگری و افزایش فعالیت‌ها در اماکن گردشگری عنوان کرده‌است. این سازمان می‌افزاید که هدفش افزایش مهارت‌های فردی نیز در بخش گردشگری است. این سازمان برای تحقق بخشیدن به اهدافش مبنی بر ارتقاء گردشگری به بخش اقتصادی، سهام‌های بیشتری در تولید ناخالص داخلی کسب کند تا اقتصاد ملی را پشتیبانی کند.
سهام‌های بخش گردشگری در سعودی در بخش تولید ناخالصی داخلی بیش از ۷٫۲٪ سال ۲۰۱۱ میلادی بوده‌است، سازمان جهانی گردشگری بیان کرده‌است که سهم عربستان از پروازهای گردشگری به خاورمیانه به ۳۲٪ رسیده‌است. بنابر بانک جهانی، سال ۲۰۱۲ از عربستان سعودی ۱۴٫۳ میلیون تن بازدید کرده که این کشور را در میان ۱۹ کشور پربازدید جهان قرار داد.
 سال ۲۰۰۸ یونسکو اعلام کرد که مداین صالح (الحِجر) به عنوان میراث جهانی یونسکو به ثبت رسیده‌است. این مورد نخستین اثر عربستان است که در میراث جهانی یونسکو به ثبت رسیده‌است. در سال ۲۰۱۰ درعیه اثر دوم سعودی بود، نیز سال ۲۰۱۴ جده باستان به آن فهرست اضافه شد، افزون بر این، سال ۲۰۱۵ هنرهای سنگ‌تراشی در منطقه حائل به ثبت میراث جهانی رسید.
عربستان در جایگاه چهارم گردشگری بر اساس آمار بین‌المللی گردشگری در میان کشورهای عضو سازمان همکاری اسلامی در سال ۲۰۱۴ قرار گرفت.